# موريجيراتي

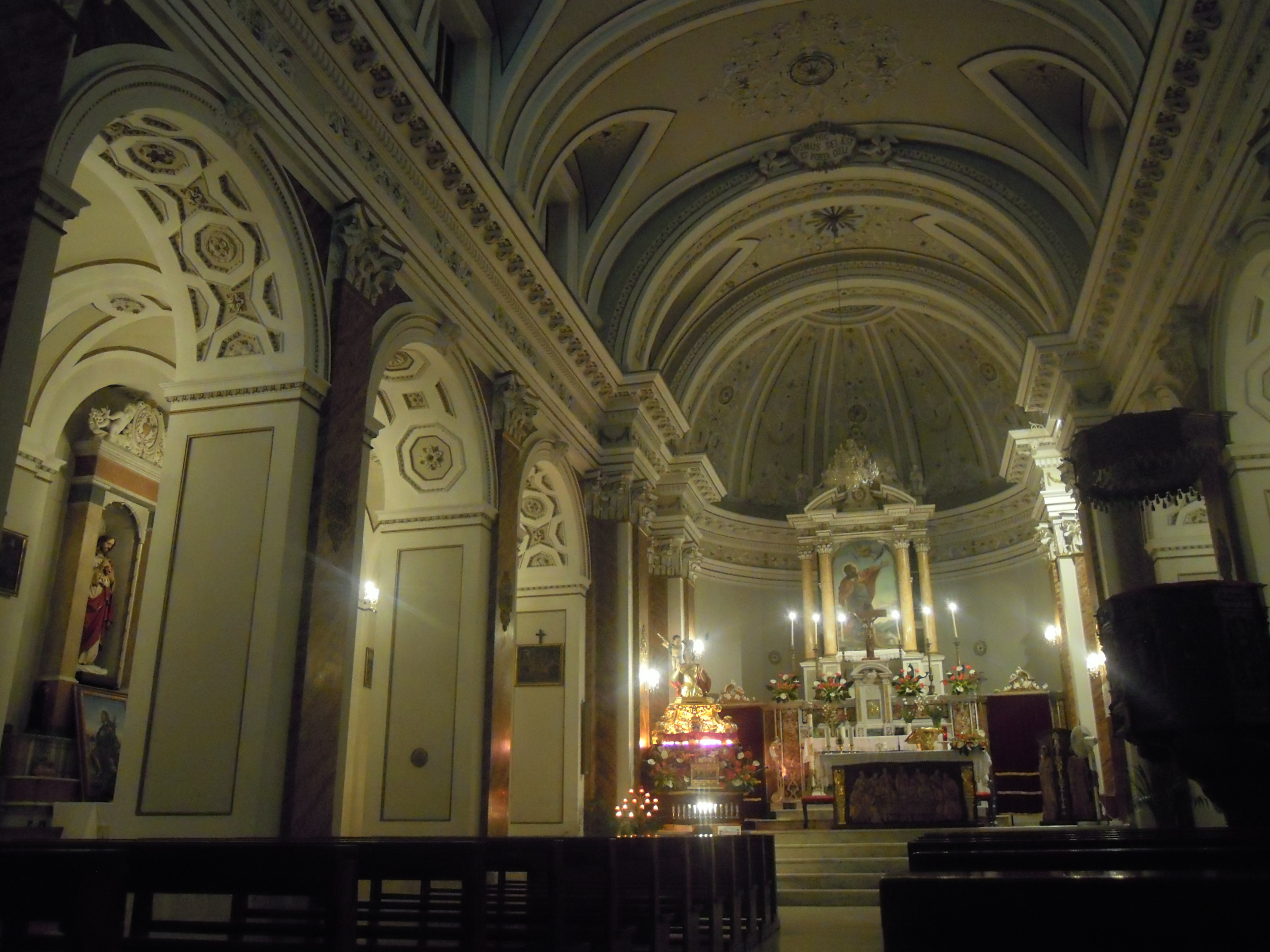
كنيسة سان ديميتريو.

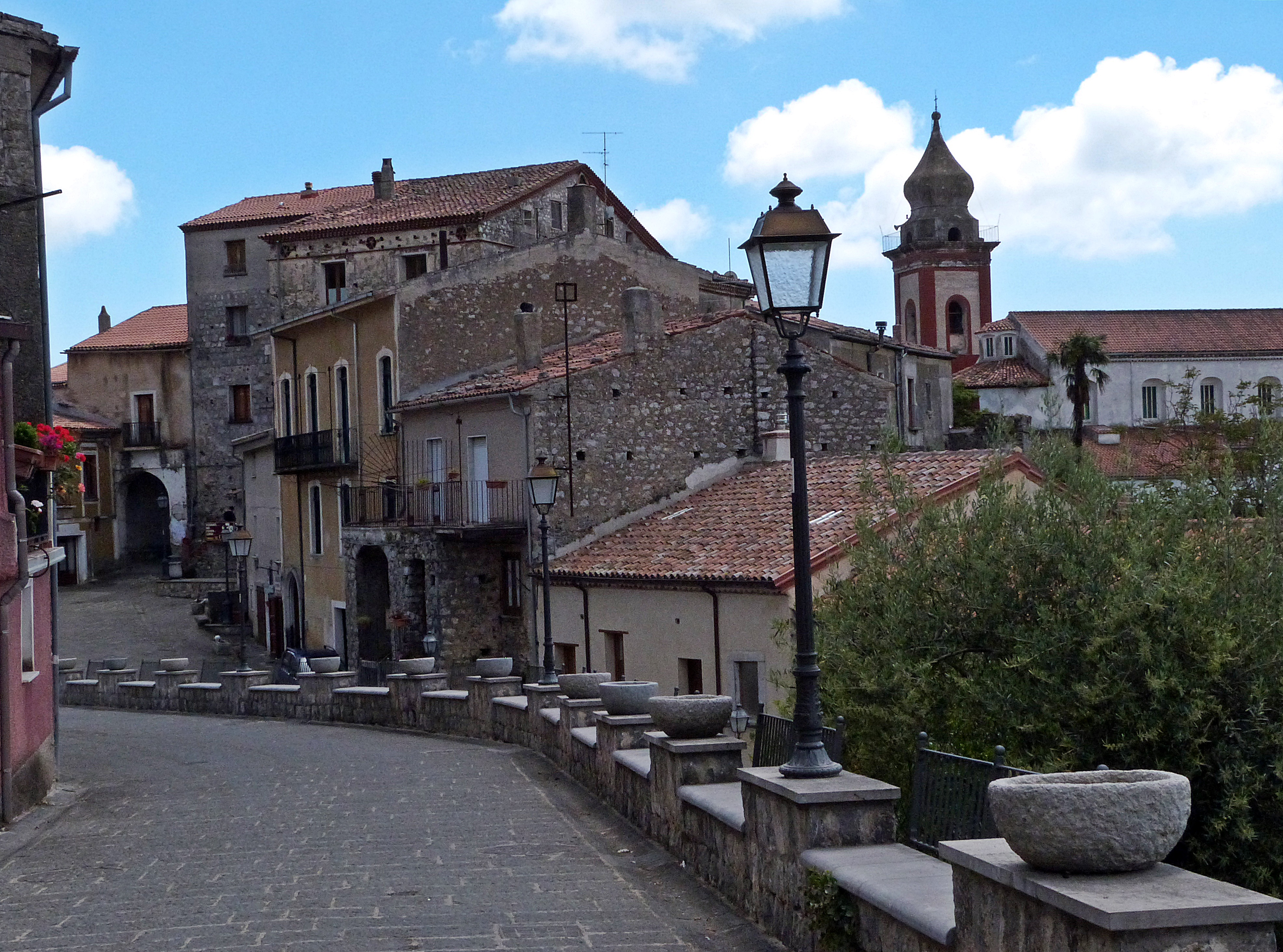
طريق في البلدة القديمة.

موريجيراتي هي كومونا تقع في مقاطعة ساليرنو في منطقة كامبانيا جنوب غرب إيطاليا .

## تاريخ
في الغالب أسست القرية من قبل مورجيتيس الإيطالي القديم. و استعمرت لاحقًا من قبل الرومان القدماء ، كما تدل على هذا بعض الآثار في منطقة تسمى رومانورو .

## جغرافيا
البلدية ، الكامنة في جنوب سيلينتو وجزء من منتزهها الوطني ، يمر من خلالها نهر بوسينتو . يحدها كاساليتو سبارتنو و Caselle in Pittari و سانتا مارينا و Torre Orsaia و Tortorella . القرية الصغيرة الوحيدة ( فرازيوني ) هي قرية صقلية ، التي يتجاوز عدد سكانها 364.

## المعالم السياحية الرئيسية
- كهوف بوسينتو ، واحة WWF على طول نهر بوسينتو . إنها محمية طبيعية تضم ممرات وكهوف بجوار النهر.[7][8]
- المتحف الإثنوغرافي المحلي [9]

## المواصلات
يمثل الطريق السريع الوطني SS 517 / var Padula - Policastro عند مخرج "Sicilì-Morigerati" ، 11 كم غرب شريان حياة للمدينة . يربط الطريق السريع طريق سيلينتان السريع بطريق A3 السريع .

## روابط خارجية
- باللغة الإيطالية Morigerati official website
- باللغة الإيطالية Ethnographic Museum of Morigerati